# غييرمو ريفيرا أرانجويز
غييرمو ريفيرا أرانجويز (بالإسبانية: Guillermo Rivera-Aránguiz)‏ مواليد 2 فبراير 1989 في سان فيليبي، هو لاعب كرة مضرب تشيلي يلعب باليد اليمنى. أعلى تصنيف له في الفردي كان المركز الـ 271 في سنة 2011. أعلى تصنيف له في الزوجي كان المركز الـ 257 في سنة 2011.